# 후타세촌
후타세촌(二瀬村)은 후쿠시마현 다무라군에 일찍이 존재했던 촌이다. 1955년 3월 1일 후타세촌이 다무라정에 편입합병되고 폐지되었다.

## 지리
- 고리야마시 남동부가 후타세촌 촌역이 있던 곳이다.

## 역사
- 1889년 4월 1일 - 정촌제 시행에 의해 8촌이 합병해 다무라군 후타세촌이 성립하였다.
- 1893년 2월 3일 - 후타세촌의 일부가 분립해 야타가와촌이 성립하였다.
- 1955년 3월 1일 - 후타세촌이 다무라정에 편입합병되고, 소멸하였다.

## 인구
- 1889년 3,056
- 1920년 2,851
- 1947년 4,044

## 교통

### 도로
- 국도 115호선(※국도 49호선)

## 참고 문헌
- 角川日本地名大辞典編纂委員会『角川日本地名大辞典 7 福島県』、角川書店、1981年 ISBN 4040010701
- 日本加除出版株式会社編集部『全国市町村名変遷総覧』、日本加除出版、2006年 ISBN 4817813180